# 厄立特里亚—日本关系
厄立特里亚－日本关系（日语：日本とエリトリアの関係，阿拉伯语：‎）是厄立特里亚国与日本国之间的国际关系。

## 两国概要
|          | 厄立特里亚                             | 日本                        | 两国差距                   |
| -------- | -------------------------------------- | --------------------------- | -------------------------- |
| 人口     | 368万4032人（2022年）                  | 1億2512万人（2022年）       | 日本是厄立特里亚的约34倍   |
| 国土面积 | 11万7600平方千米                       | 37万7972平方千米            | 日本是厄立特里亚的约3.2倍  |
| 首都     | 阿斯马拉                               | 東京都                      |                            |
| 最大城市 | 阿斯马拉                               | 東京都区部                  |                            |
| 政体     | 一党制                                 | 议会内阁制                  |                            |
| 常用語   | 提格雷尼亚语、阿拉伯语及其他各民族语言 | 日語（事实上）              |                            |
| 名义GDP  | 20億6500万美元（2022年）               | 42564億1076万美元（2022年） | 日本是厄立特里亚的约2061倍 |

## 历史

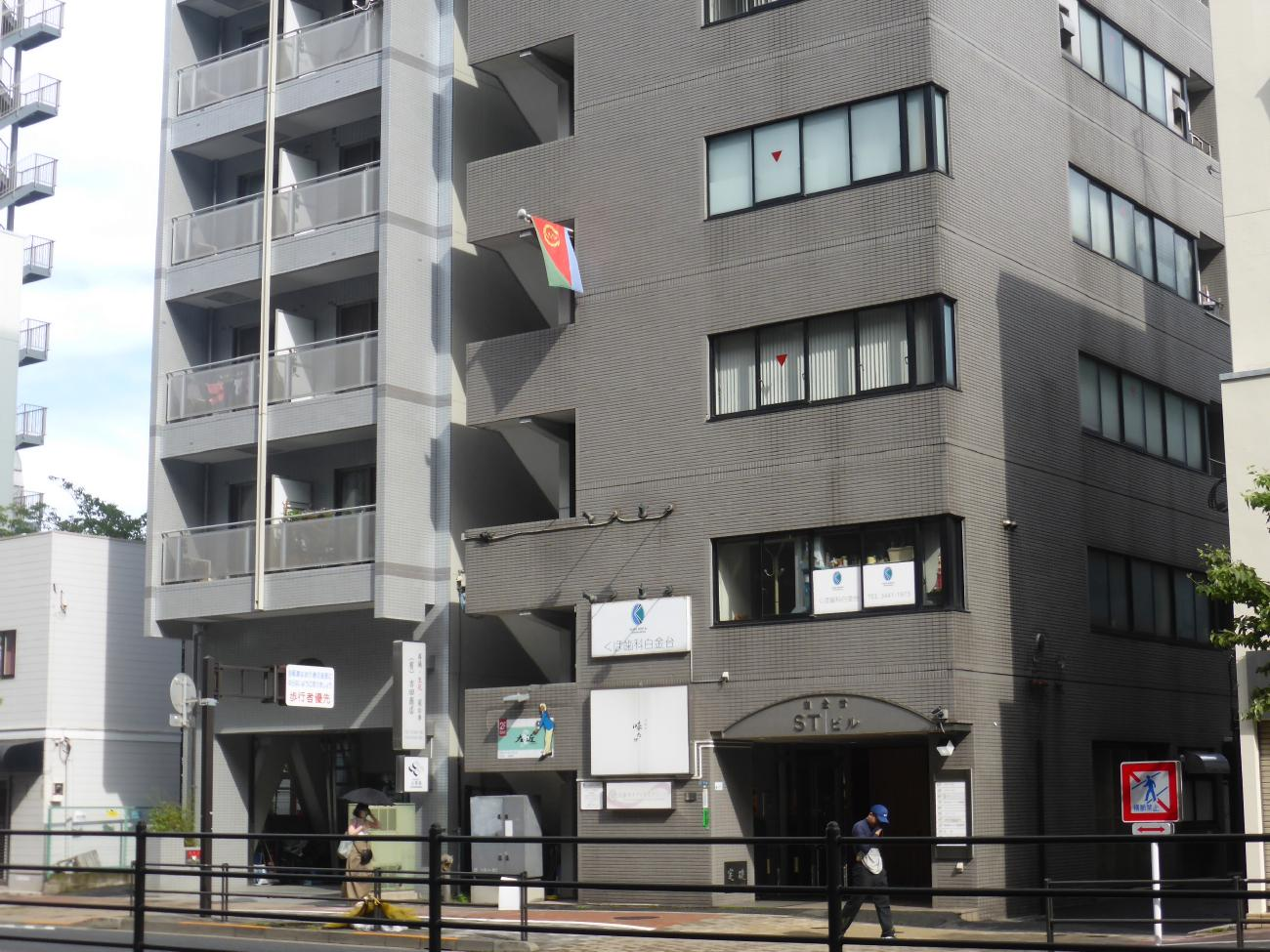
厄立特里亚国旗飘扬在厄立特里亚驻日本大使馆所在大楼的外墙上

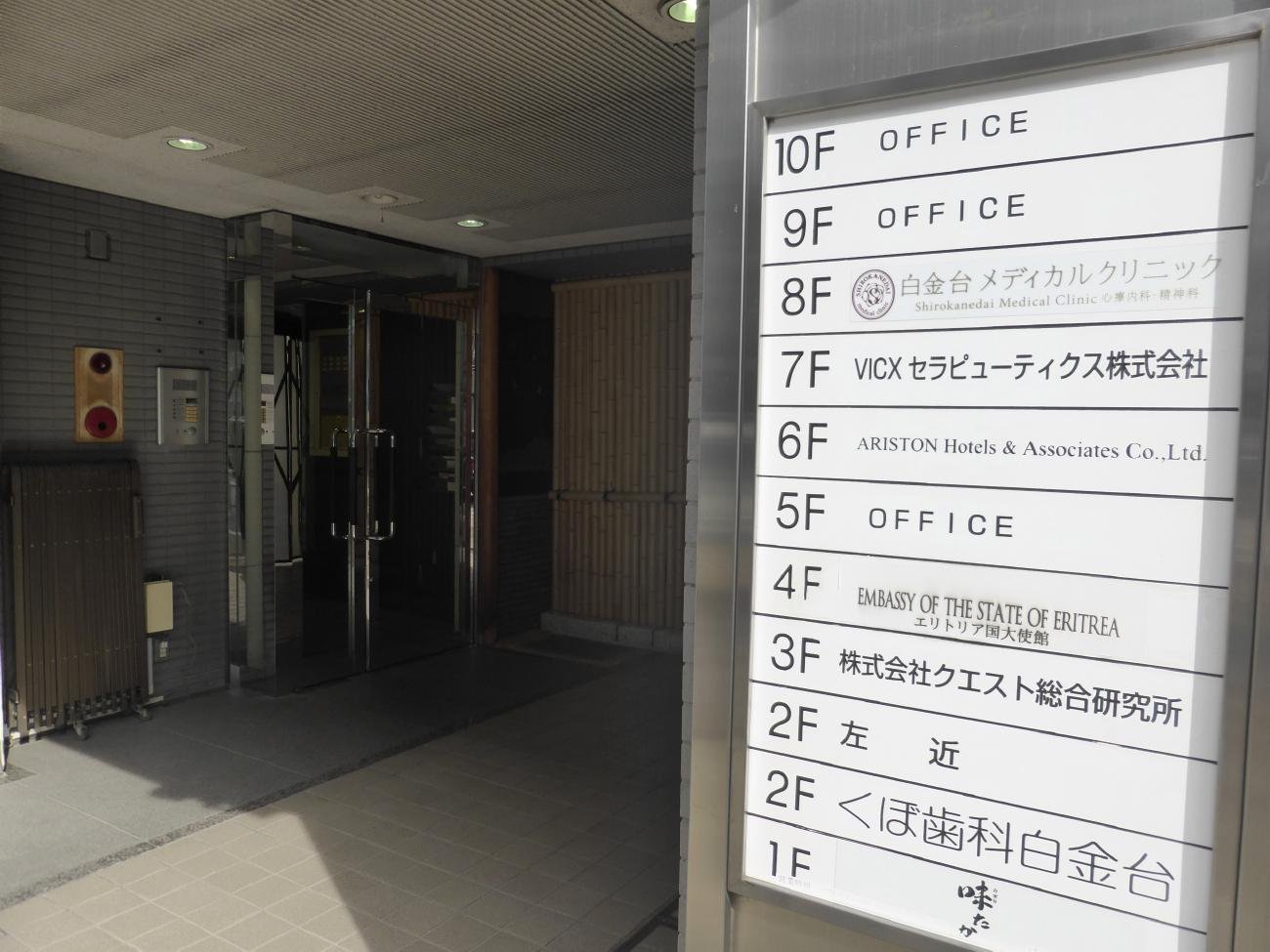
显示厄立特里亚驻日本大使馆位于该楼4层的导引牌

厄立特里亚曾经与埃塞俄比亚同属于埃塞俄比亚和厄立特里亚联邦。在经历1961年至1991年间长达30年的厄立特里亚独立战争之后，1991年5月29日厄立特里亚首任总统伊萨亚斯·阿费沃基宣布厄立特里亚独立。但厄立特里亚独立后，日本并未立即承认厄立特里亚，而是在1993年5月24日埃塞俄比亚承认厄立特里亚独立后才承认，并于同年9月1日与之建交。
2003年5月26日，厄立特里亚在东京开设厄立垂亞駐日本大使館。2003年7月，该国首任常驻日本大使伊斯蒂法諾斯·阿費沃基·海利在皇居向日本天皇及国务大臣递交国书，正式就任至今。而日本则长期未开设驻厄立特里亚大使馆，而是由日本驻肯尼亚大使馆兼理对厄立特里亚事务。不过日本於2022年1月1日将驻肯尼亚大使馆的一部分职员派至厄立特里亚，在厄立特里亚首都阿斯马拉开设外交办事处。

## 外交
厄立特里亚因其一党独裁体制而被称为“非洲的北韩”，因此日本与其的邦交关系并不密切。访问过厄立特里亚的日本政要包括外务副大臣城内实、外务副大臣佐藤正久、总务副大臣奥野信亮等。
厄立特里亚自从与日本建交以来，不断有政府官员访问日本。自独立以后一直担任厄立特里亚总统的伊萨亚斯·阿费沃基曾于2003年9月和2008年5月两次赴日出席非洲开发会议。2008年，时任日本首相福田康夫访问厄立特里亚，并举行日厄首脑会谈。此后厄立特里亚时常在联合国发言支持日本成为联合国常任理事国。

## 经济交流
2010年，一向闭关锁国的厄立特里亚提出“成为非洲的新加坡”的口号，以旅游业为中心逐渐开始开放门户。因此，日本也对其提供的经济援助也开始增加。2016年，日本对厄立特里亚累计援助额突破150亿日元，成为与芬兰、挪威以及厄立特里亚原宗主国意大利和英国并列的主要对厄援助国。援助内容主要为粮食援助，其次是医疗卫生方面的援助。
贸易方面，2020年日本对厄立特里亚出口额为1.44亿日元，进口额为539万日元。日本出口厄立特里亚的主要产品是机器和橡胶制品，而进口的主要产品为服装和鱼贝类。